# 预印本
预印本（Preprint）也称未定稿本。在学术出版领域，预印本是指尚未在需要同行评审的学术期刊上出版的科学文献的草稿。
作者在写作完成后，可能在出版之前将草稿预先公开让大家阅读并提出更改建议，并在稍后提交学术期刊进行出版。学术期刊一般会让选定的业内人士对投稿的文章做同行評審后才发表，但是某些杂志机构也会将未经专家评审的未定稿本发表在该杂志／机构的网站上。
各領域的預印本伺服器都有各自的論文審查機制。例如生物方面的bioRxiv會與生物學家合作，medRxiv則會與醫療衛生專業人員合作，如此一來可以從專業的角度剖析研究的可信度。